# Presidenten och miss Wade
Presidenten och miss Wade (originaltitel: The American President) är en amerikansk film från 1995 med Michael Douglas och Annette Bening i huvudrollerna. Filmen är regisserad av Rob Reiner.

## Handling
Den amerikanske presidenten (Douglas), som är änkeman, blir kär i en kvinnlig miljölobbyist (Bening). Politiska meningsmotståndare är inte sena att ta tillfället i akt att använda presidentens romans emot honom.

## Om filmen
Filmen skrevs av Aaron Sorkin efter lång research, och förstaversionen av manuset var så långt att producenterna föreslog att Sorkin skulle göra mer av det. Resultatet blev TV-serien Vita huset, där Martin Sheen, som är med i den här filmen som presidentens stabschef, där istället spelar presidenten.
Marc Shaiman nominerades till en Oscar för sitt arbete med musiken i filmen.

## Tagline
Why can't the most powerful man in the world have the one thing he wants most?

## Rollista (i urval)
- Michael Douglas - president Andrew Shepherd
- Annette Bening - Sydney Ellen Wade
- Richard Dreyfuss - senator Bob Rumson
- Martin Sheen - A.J. MacInerney
- Michael J. Fox - Lewis Rothschild
- Anna Deavere Smith - Robin McCall
- Samantha Mathis - Janie Basdin
- Taylor Nichols - Stu
- David Paymer - Leon Kodak
- Joshua Malina - David